# Wesley (Iowa)
Pour les articles homonymes, voir Wesley.
La ville de Wesley  est une localité située dans le comté de Kossuth, dans l’Iowa, aux États-Unis. Elle comptait 467 habitants lors du recensement de 2000. 

## Démographie
Selon le recensement de 2000, il y avait 467 habitants, 189 ménages et 130 familles résidant dans la ville. La densité de population était de 336,5 habitants par km2. La composition raciale était composée à 99,14 % de blancs.